# Polysyncraton orbiculum
Polysyncraton orbiculum är en sjöpungsart som beskrevs av Kott 1962. Polysyncraton orbiculum ingår i släktet Polysyncraton och familjen Didemnidae. Inga underarter finns listade i Catalogue of Life.